# P. Hertz
P. Hertz er et dansk guldsmedefirma og kongelig hofleverandør beliggende Købmagergade 34 i København. Virksomheden, der hører til Danmarks ældste, er grundlagt 29. november 1834 af Peter Hertz (1811-1885). Peter Hertz bliver uddannet som guldsmed i 1834 og åbner kort efter forretningen P. Hertz i november 1834.
I 1878 indtræder Peters to sønner, Sally og Jacob i forretningen sammen med deres far. Efter Peter Hertz' død i 1885 driver de to sønner forretningen P. Hertz videre. I 1896 dør Sally, og Jacob driver forretningen videre alene. Jacob’s søn, Knud og hans fætter Johan (barnebarn af Peter Hertz) indtræder i forretningen.
I 1906 modtager Jacob titlen som Kongelig Hofjuvelerer (Purveyor to the Royal Court). Samme år moderniserer han forretningen, og i dag fremstår forretningen stort set uforandret. Både forretningens ydre, som er beklædt med Larvikit-sten, og det indre, som består af udskåret teaktræ, vidner om håndværk i skønvirkestil.
I 1917 overtager fætter Johan og Knud ejerskabet af P. Hertz. I 1919 dør Jacob.
I 1923 indtræder Johans søn, Torkel i P. Hertz og overtager fra sin far. Han driver forretningen frem til 1946, hvor han dør. 
I 1944 driver Preben, Torkels bror og den yngste søn af Johan, P. Hertz sammen med sin far frem til at Flemming Hertz (Torkels søn) indtræder i P. Hertz i 1961. Fra 1961 er forretningen i fællesskab drevet af Johan, Preben og Flemming Hertz frem til 1968, hvor Johan dør. Da Preben dør i 1992, overtager Flemming Hertz (5. generation) alene ledelsen af P. Hertz frem til 2007. 
I 2007 overtager Berit Hertz ejerskabet og driften af - som første kvinde og 6. generation - Kgl. Hofjuvelerer P. Hertz.
I dag er det stadig familien Hertz, der driver virksomheden.